# Avery Parrish
Avery Parrish (* 24. Januar 1917 in Birmingham, Alabama; † 10. Dezember 1959 in New York City) war ein amerikanischer Jazz-Pianist und Komponist des Swing.

## Leben und Wirken
Avery Parrish studierte am Alabama State Teachers College, wo er in der Collegeband spielte, ein Ensemble, das zu dieser Zeit von Erskine Hawkins geleitet wurde. Bis 1941 spielte er in weiteren Bands von Hawkins und nahm mit ihm zahlreiche Schallplatten auf. Parrish verließ 1941 die Hawkins-Band und zog nach Kalifornien. Im Jahr 1942 wurde er bei einem Kampf in einer Bar so sehr verletzt, dass er fortan gelähmt war und seinen Musikerberuf aufgeben musste. 1979 wurde Avery Parrish in die Alabama Jazz Hall of Fame aufgenommen.
Parrish schrieb die Musik für den Song „After Hours“, der nach seiner Aufnahme aus dem Jahr 1940 mit Hawkins’ Orchester zu einem Jazz-Standard wurde: Der Titel wurde von zahlreichen Musikern wie Glenn Miller, Dizzy Gillespie, Woody Herman, Hazel Scott, Phineas Newborn, Hank Crawford, Buck Clayton und Ellis Marsalis interpretiert; es gab auch eine gesungene Version von Aretha Franklin. Ray Bryant spielte 1972 die Version ein, die für die Sendung des National Public Radio, „Jazz After Hours“, verwendet wird und die seit 1984 ausgestrahlt wird.